# Kaptol
Kaptol è un comune della Croazia nella regione di Požega e della Slavonia.